# 老柳頭
老柳頭（英語：Old Man Willow），又譯柳樹老頭，是托爾金奇幻小說裡中土大陸的樹妖，位於老林之內。它十分仇恨一切在森林中行走的事物，能夠催眠路過的旅人使其昏昏欲睡，也能使用自己樹枝或樹根來攻擊對方。在第三紀元末期，魔戒持有者佛羅多和他的夥伴在途經老林時就遭到老柳頭的襲擊。
老柳頭在《魔戒》首部《魔戒現身》以及《湯姆·龐巴迪歷險記》均有出場。

## 概述
在小說中老柳頭被形容得非常巨大可怕，位於老林內的柳樹林中央；它的催眠歌謠類似於搖籃曲。湯姆·龐巴迪（Tom Bombadil）提及老柳頭是老林中最可怕的樹，它希望將附近一帶的森林都收納在自己的力量之下。
魔戒聖戰時期，持有魔戒的哈比人佛羅多和他的夥伴為了躲避戒靈的追殺而選擇穿越老林，在路經老柳頭旁時受到了它的催眠。昏昏欲睡的佛羅多差點被老柳頭的樹根壓進河中，梅里和皮聘則被老柳頭吸進它樹上的裂縫內。這時湯姆·龐巴迪及時到達，唱著歌將梅里和皮聘釋放出來。
托爾金本人曾在信件中指出：由於老林樹木的記憶中帶有許多創傷，因此它們對在森林中行走生物都是充滿敵意的。而這種仇恨是老林自己本身形成的，並非受到索倫的影響；托爾金就曾對於英國廣播公司的廣播劇裡把老柳頭描繪成魔多盟友的做法表示不滿。

## 靈感
後來有人推測，托爾金在牛津居住期間，附近一帶柳樹林立的河谷可能為他創作老柳頭提供了靈感。

## 改編描述
雖然老柳頭並沒有出現在彼得·傑克森的《魔戒電影三部曲》中，但系列電影中的《魔戒二部曲：雙城奇謀》裡有一個與原著裡的老柳頭非常類似的場景：梅里和皮聘在法貢森林中被一個胡恩（Huorn，野樹人）吞吃掉，但老樹人樹鬍隨後趕來救出他們，該段樹鬍的台詞完全來自原著中龐巴迪斥責老柳頭的話。
在電子遊戲《指環王Online：安格瑪之影》中，老柳頭守護著百合花。

## 有關影響
J·K·羅琳小說《哈利波特》裡的渾拚柳與托爾金小說裡的老柳頭極為相似，在《哈利波特》裡，渾拚柳被種植於霍格華茲的禁忌森林外，會痛打接近它的人。

## 外部連結
- 老柳頭 （页面存档备份，存于）在阿爾達百科全書上的條目（英文）
- 有關老柳頭的插圖 （页面存档备份，存于）
- 托爾金本人繪製的老柳頭插圖 （页面存档备份，存于）